# SN 2011iu
SN 2011iu – supernowa typu Ia odkryta 25 listopada 2011 roku w galaktyce UGC 12809. W momencie odkrycia miała maksymalną jasność 17,20m.